# Bundware
Der Begriff Bundware bezeichnet in der Floristik Blumen, in der Aquaristik dagegen Wasserpflanzen, die vom Käufer selbst verarbeitet werden.

## Bundware in der Floristik

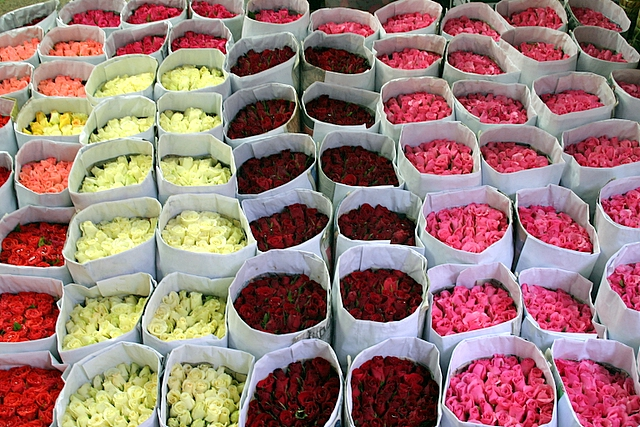
Rosen als Bundware

Als Bundware bezeichnen Floristen im engen Sinne einen Bund an Schnittblumen, die nicht aufgebunden sind, d. h. nicht zu einem Strauß arrangiert wurden. Der Käufer selbst arrangiert die Blumen daheim in der Vase. 
Durch den ersparten Arbeitsaufwand des Floristen kann die Ware knapper kalkuliert werden, was sie preislich attraktiv macht für Menschen, die ihren Blumenschmuck gerne selbst gestalten.
Besonders häufig in dieser Form angebotene Blumen sind Tulpen, Narzissen, Rosen und Chrysanthemen.
Solche Bundware wird mittlerweile auch häufig in Supermärkten angeboten.

## Bundware in der Aquaristik

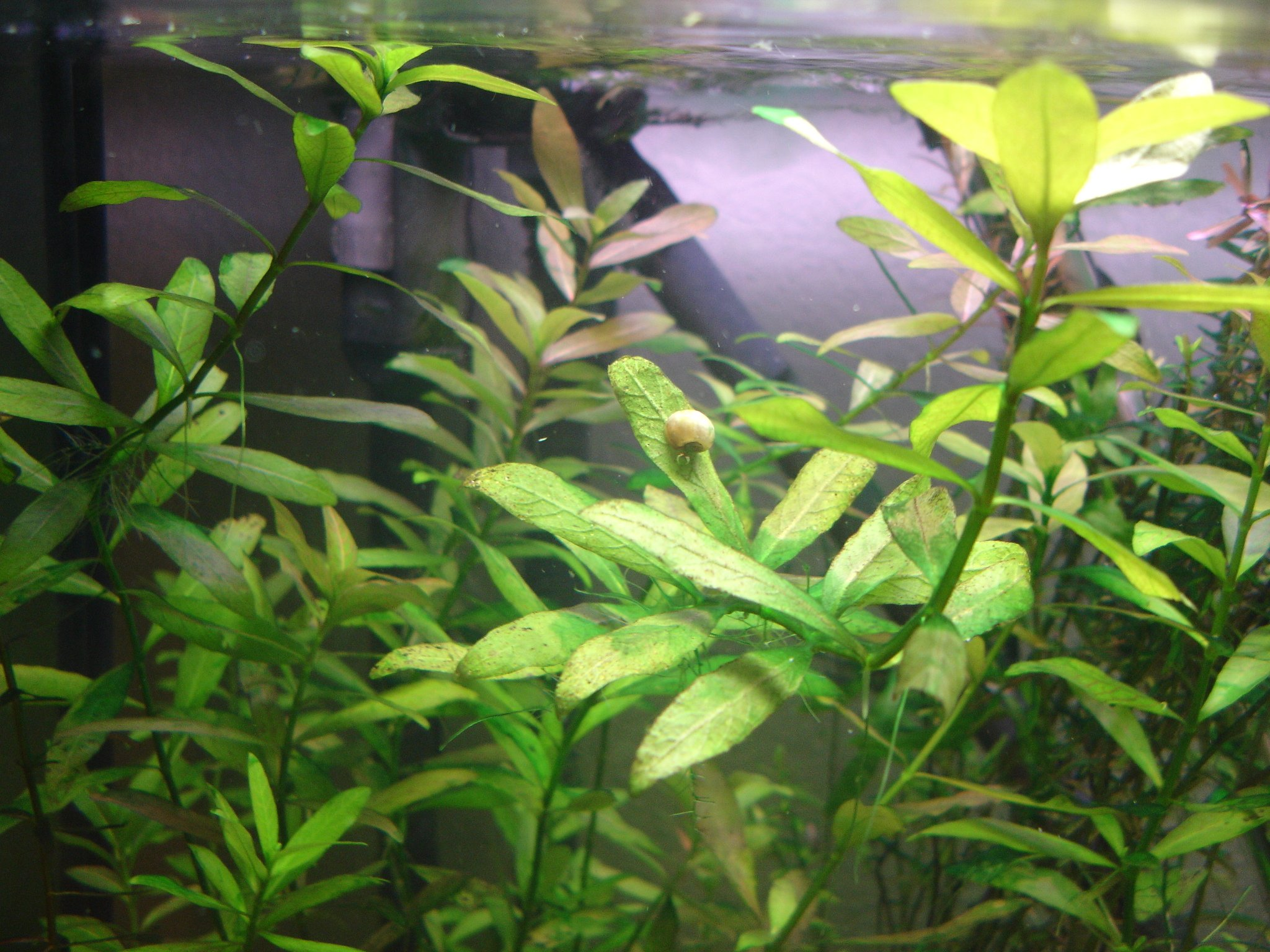
Indischer Wasserfreund

Bundware werden in der Aquaristik die Wasserpflanzen genannt, die nicht eingetopft angeboten werden. Typischerweise handelt es sich dabei um Pflanzen, die mit vielen Haltebedingungen im Aquarium zurechtkommen und sehr schnell wachsen. Sie bieten Aquarianern im Gegensatz zu der getopften Ware die Möglichkeit, verhältnismäßig günstig das Aquarium zu bepflanzen, um für die dort zu haltenden Fische geeignete Lebensvoraussetzungen zu schaffen.
Die Pflanzen sind in der Regel am unteren Ende mit einem Plastikring oder einem Metallstreifen zusammengehalten. Zarte Stängel wie die der Dichtblättrigen Wasserpest oder der Glattblättrige Valisnerie können nach einem leichten Beschneiden von Wurzeln direkt so in den Aquariengrund gepflanzt werden. Alternativ wird die Befestigung entfernt und jeder einzelne Spross für sich in den Aquarienboden gepflanzt. Die meist noch nicht besonders gut bewurzelten Sprosse schwimmen allerdings leicht auf. Sie können mit Pflanzennadeln im Boden befestigt werden, um sie besser zu verankern. Diese arbeitsintensive Methode hat den Vorteil, dass die Einrichtung neuer und großer Aquarien preisgünstiger ist. Bis sich der Kreislauf im Aquarium so eingespielt hat, dass Fische und Wirbellose eingesetzt werden können, ist das Aquarium meist schon verhältnismäßig dicht bewachsen.
Zu den regelmäßig als Bundware angebotenen Arten zählen Dichtblättrige Wasserpest, Glattblättrige Valisnerie, Falscher Wasserfreund, Indischer Wasserfreund und Indischer Wasserwedel.